# Пластиковая пуля

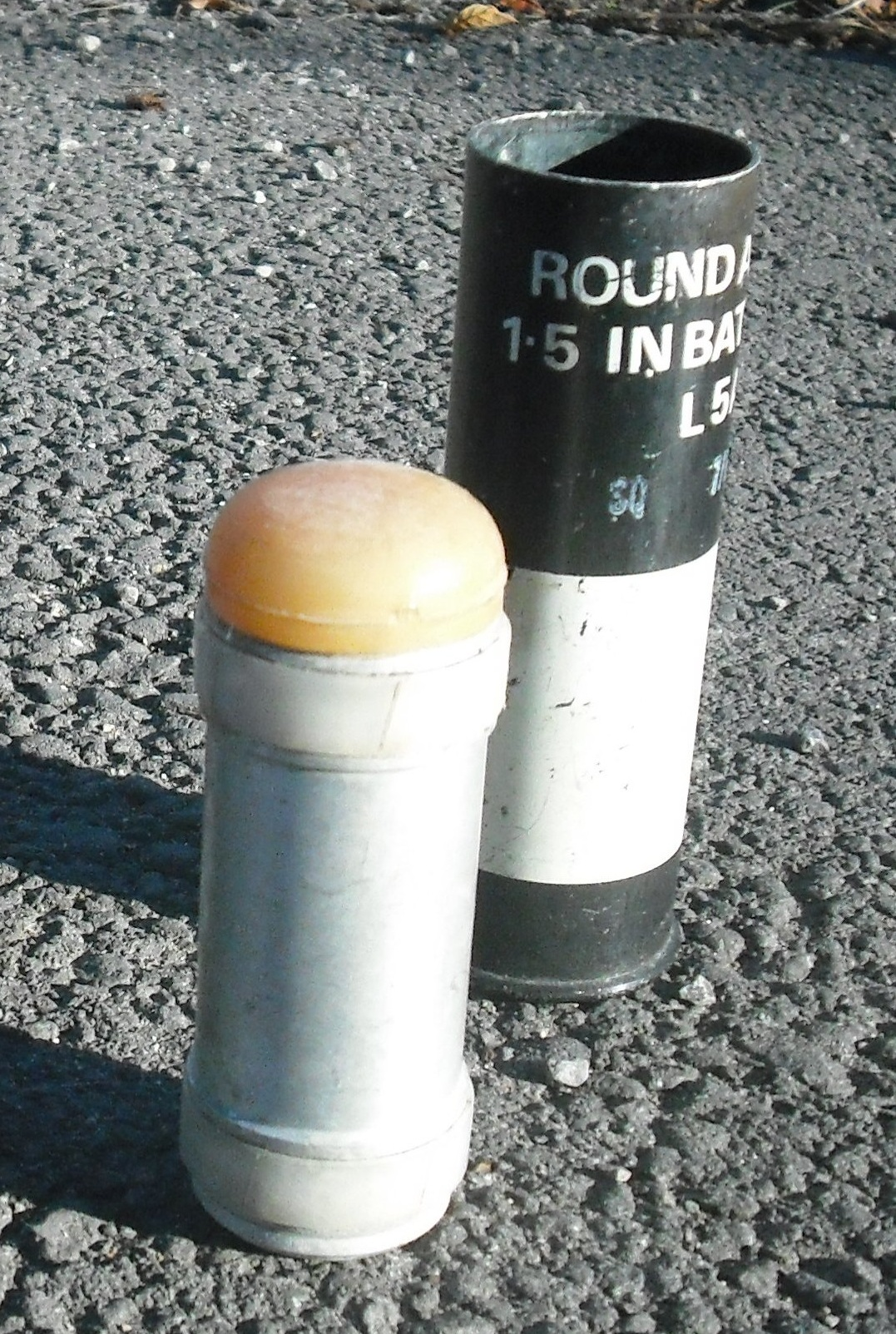
37-мм английская пластиковая пуля и гильза 37-мм патрона

Пластиковая пуля (plastic bullet) — пуля, изготовленная из твёрдой пластмассы. Используется для разгона толпы и подавления беспорядков без нанесения смертельных ранений. На малых расстояниях представляет угрозу для жизни.

## Конструкция

### Ружейные патроны
Ружейные патроны с пластмассовыми пулями поступили на вооружение полиции ряда государств на замену патронов с резиновыми пулями в середине 1970-х годов. Результаты сравнительных испытаний, проведённых английской полицией, показали, что по совокупности показателей пластмассовая пуля в 4,5 раза эффективнее в сравнении с резиновой пулей того же калибра и конструкции — она является более точной при стрельбе на дистанции свыше 20 метров и менее склонна к рикошетам.

### Крупнокалиберные боеприпасы
Крупнокалиберные 37-мм боеприпасы для отстрела из газовых гранатомётов также были разработаны в начале 1970-х годов, их пуля представляла собой цилиндр из поливинилхлорида диаметром 38 мм, длиной 100 мм, массой 135 граммов и начальной скоростью 250 км/ч.
Первый крупнокалиберный 37-мм патрон с пластмассовой пулей (L5 Plastic Baton Round) был разработан в 1972 году в Великобритании на основе гильзы патрона для 37-мм сигнального пистолета. К 1975 году, как более безопасный, он заменил боеприпас с резиновой пулей. Пластмассовая пуля патрона L5 была изготовлена из ПВХ и имела следующие характеристики: калибр 37 мм (1,5 дюйма), длину 89 мм (3,5 дюйма) и массу 142 граммов (5 унций). В дальнейшем были разработаны несколько модификаций этого патрона (так, в 1994 году на вооружение был принят патрон L5A7).

## История применения
Первое практическое применение пластмассовых пуль имело место в Северной Ирландии. Только в период с 1973 по 1981 год здесь было израсходовано свыше 42 тыс. таких патронов, в результате погибло 14 человек (в том числе, девять детей), более 100 человек получили ранения и травмы различной степени тяжести.
За первые десять лет применения пластмассовых пуль британской полицией на территории Северной Ирландии и Великобритании погибло 15 человек, несколько сотен получили ранения и травмы различной степени тяжести. В числе погибших:
- 10-летний Стефан Гедис;
- 12-летняя Кэрол Энн Келли;
- 14-летняя Джули Ливингстон.

В 1982 году врачи Белфаста обратились в Европарламент с просьбой запретить применение пластмассовых пуль, поскольку в сравнении с резиновыми они представляют повышенную опасность, особенно при попадании в голову. Тем не менее, использование пластиковых пуль было продолжено.
В Чили после организованного при поддержке США захвата власти хунтой генерала Пиночета в сентябре 1973 года была установлена военная диктатура, и в США начались закупки вооружения и полицейского снаряжения. Снаряженные пластмассовыми пулями боеприпасы поступили на вооружение специальных подразделений чилийской полиции. В июле 1986 года их применили для разгона протестующих студентов в университете Сантьяго.
В июле 1997 года британской полицией в ходе подавления беспорядков в Ольстере за два дня было израсходовано около 1500 патронов с пластиковыми пулями.
В июле 2001 года британская полиция получила разрешение использовать пластиковые пули на территории Англии и Уэльса.
Широкое применение пластиковых пуль подразделениями израильской армии и полиции для разгона демонстраций и массовых акций протеста палестинского населения началось в августе 1988 года, а через полтора месяца литые травматические пули из пластмассы были заменены на пластмассовые пули с металлическим сердечником. Первый смертельный случай был зафиксирован 26 ноября 1988 года.
По состоянию на 29 января 1989 года пластмассовыми пулями было убито 47 палестинцев (в том числе, 33 на западном берегу реки Иордан и 14 — в секторе Газа), значительное количество получило ранения и травмы. В числе погибших:
- 5-летний мальчик Biya Fayez[12];
- 6-летняя палестинская девочка Hana Abu Ghazala[10];
- 12-летняя девочка Hanadi Abu Sultan[10].

В августе 2023 года правительством Южной Кореи было принято решение о вооружении травматическим оружием некоторых категорий сотрудников южнокорейской полиции (примерно 30 тыс. полицейских вместо штатного револьвера "смит-вессон" .38-го калибра могут получить травматический 9-мм револьвер, заряженный патронами с резиновыми и пластмассовыми пулями). Перевооружение полицейских планируется начать в 2024 году (после изготовления необходимого количества револьверов и боеприпасов, распределения их в полицейские участки и обучения полицейских их использованию).